# Kostel Nanebevzetí Panny Marie (Holešov)
Kostel Nanebevzetí Panny Marie v Holešově je barokní trojlodní stavba z 1. poloviny 18. století se středověkým jádrem a pohřební kaplí s bohatou, umělecky hodnotnou sochařskou výzdobou (Černá kaple). Kostel je zapsán na seznamu nemovitých kulturních památek České republiky. 

## Historie
Na náměstí v Holešově stál gotický kostel s farou a hřbitovem obehnaným zdí už ve 14. století.  Pod patronací šlechtického rodu Rottalů, majitelů holešovského zámku a panství, byla koncem 17. století na stejném místě zahájena stavba nového kostela podle projektu italského architekta Filiberta Luccheseho. Při první fázi barokní výstavby kostela zůstala zachována západní věž z lomového zdiva, pocházející pravděpodobně z konce 16. století. Nově byl přistavěn presbytář a sakristie s panskou oratoří na severní straně. V další fázi byla upravena hlavní loď, vybudovány nižší boční lodi a západní průčelí.  Stavba byla dokončena roku 1708, v dalších letech byly prováděny úpravy interiéru. Na vnitřní výzdobě se podíleli sochaři Jan Jiří Schauberger a Ondřej Zahner. Kostel Nanebevzetí Panny Marie byl slavnostně vysvěcen 26. července 1735 olomouckým světicím biskupem hrabětem z Egkhu a Hungersbachu. 
Ve 40. letech 18. století byla vybudována Černá kaple, pohřební hrobka rodiny Rottalů a Vrbnů. Kapli s kryptou nechali postavit František Antonín z Rottalu a jeho první manželka Marie Cecilie z Trauttmannsdorfu. Bohatá sochařská výzdoba je dílem Gottfrieda Fritsche. Kaple byla dokončena roku 1748 a téhož roku ji vysvětil biskup Troyer. Exteriér kostela tak dostal svou definitivní podobu, v dalších obdobích byly prováděny jen opravy a vnitřní úpravy.
V 19. století byla v kostele položena mramorová dlažba. Noví majitelé holešovského panství, Bruntálští z Vrbna, nechali v roce 1862 přemalovat značně narušenou výmalbu klenby hlavní lodi ve stylu druhého rokoka. V roce 1905 nechali stavebně upravit kryptu pod Černou kaplí, kde bylo vybudováno kolumbárium pro zemřelé příslušníky rodiny.
Při opravě kostelní věže roku 1924 byly nalezeny doklady o předchozích opravách, soubor mincí z 18. století a zprávy o událostech z minulých. Ve stejném roce byly provedeny drobné úpravy interiéru, zasazena nová okna, pořízena nová věžička nad Černou kaplí. Kolem kostela položen betonový chodník a vysázeny krymské lípy. Další velká úprava proběhla v roce 1933. Byla opravena fasáda, pořízeny nové věžní hodiny, opraveny kostelní lavice, položena nová dlažba. Pod podlahou při tom byly objeveny hrobky příslušníků rodu Rottalů a Vrbnů.  Varhany z roku 1760 byly přestavěny firmou Rieger z Krnova a opatřeny elektrickým pohonem.
Ve farním kostele se původně nacházelo pět zvonů. V roce 1942 musel být největší zvon Maria odevzdán na vojenské účely, spolu s ním také menší umíráček a sanktusník. Ve věži zůstaly jen dva zvony, sv. Jakub z roku 1596 a sv. Václav z roku 1597, které mají renesanční výzdobu doplněnou znaky města Holešova a erby rodu Žerotínů. 
Rozsáhlé úpravy a opravy kostela po roce 1990 se týkaly boční lodi, střechy nad Černou kaplí, varhan a lavic. V presbytáři byla pořízena nová dlažba z vračanského vápence a instalováno podlahové topení. V roce 2001 byl zhotoven nový obětní stůl a ambon podle návrhu arch. Černouška. Prostor pod kruchtou byl od hlavní lodi oddělen tepanou kovovou mříží. V roce 2002 byly na věž pořízeny elektrické hodiny. V roce 2009 byl na zeď kostela vpravo od hlavního vchodu umístěn dřevěný misijní kříž.
V roce 2023 byla zahájena rekonstrukce vnitřní výzdoby Černé kaple pod vedením restaurátora akademického sochaře Filipa Novotného.

## Popis

### Exteriér

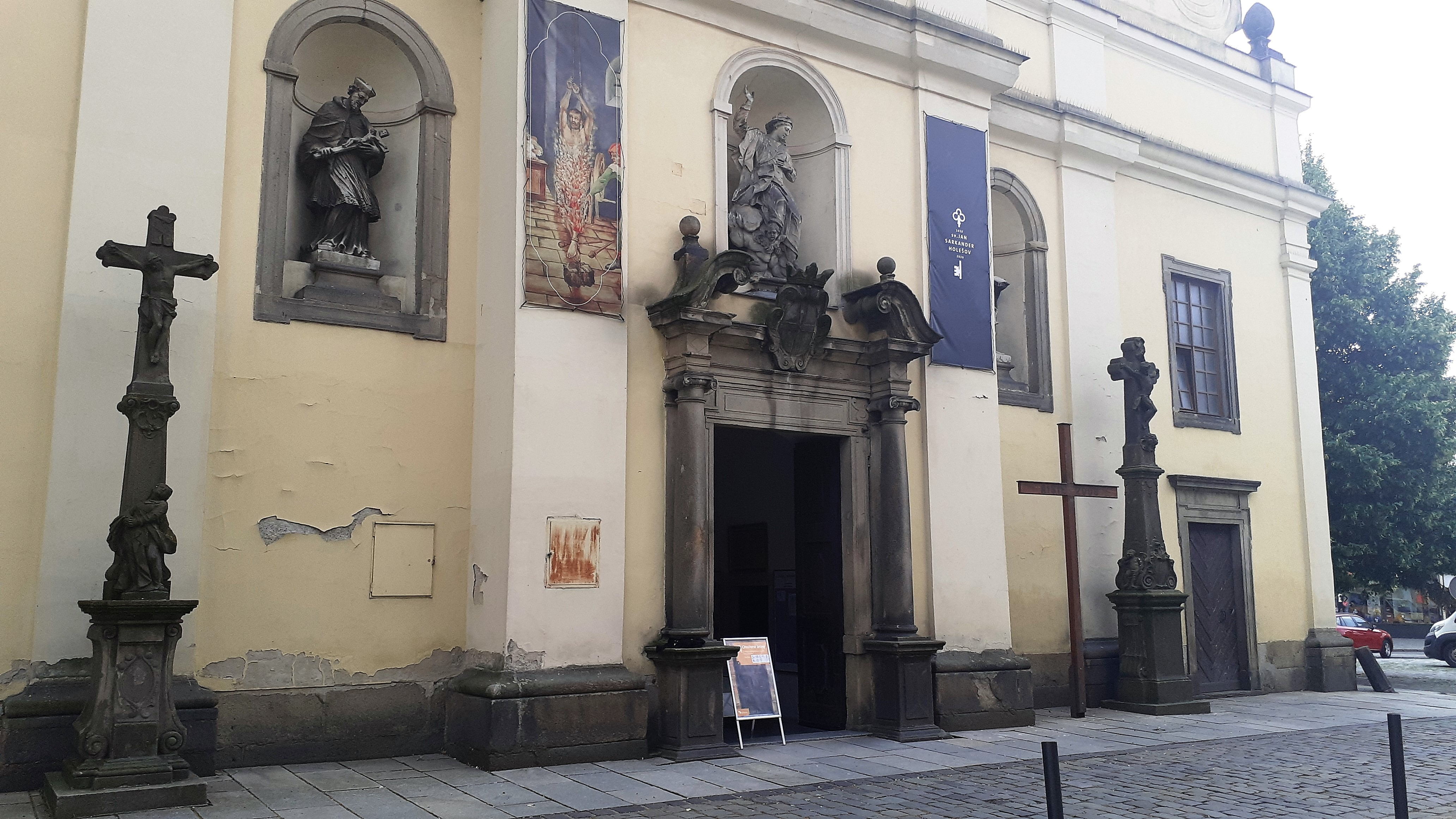
Západní průčelí

Kostel obklopený vzrostlými lípami stojí ve středu města na jihovýchodním okraji náměstí Dr. E. Beneše, blízko křižovatky hlavních cest. Jde o podélnou trojlodní stavbu s hranolovou věží, na straně kněžiště jsou proti sobě umístěny sakristie s oratoří a pohřební Černá kaple jako pokračování bočních lodí. Délka kostela je 45,50 m, šířka 24,65 m, výška věže 51,20 m. Střecha je sedlová, nad kněžištěm zvalbená, na hřebeni má osmiboký sanktusník. Nad bočními loděmi jsou střechy pultové. Fasádu člení pilastry s římsovými hlavicemi. Okna bočních lodí jsou obdélná, nad nimi řada nízkých oken s půlkruhovými záklenky pouští světlo do hlavní lodi. Průčelí kostela je patrové, s rizalitem uprostřed a postranními volutami. Jsou v něm prolomeny tři pravoúhlé vchody s ostěním. Nad vchody do bočních lodí jsou výklenky se sochami sv. Jana Nepomuckého a sv. Jana Sarkandera, mezi nimi nad hlavním vchodem Panna Marie Nanebevzatá. Hlavní vchod zdobí sloupový pískovcový portál, který má ve štítě kartuš s erbem Rottalů. Napravo je na zdi připevněn velký misijní kříž. Hranolová věž s hodinovými ciferníky je zakončena dvojitou cibulovou bání.
Součástí památkově chráněného areálu kostela jsou i dva kamenné barokní krucifixy na vysokých podstavcích u západního průčelí. 

### Interiér
Prostor pod věží a hlavní loď jsou zaklenutý valenou klenbou s výsečemi. Zdi chrámového prostoru zdobí pilastry s volutovými hlavicemi, které v kněžišti a na vítězném oblouku mají plastické ovocné festony a okřídlené hlavičky andílků, v lodi girlandy z vavřínových listů. Na západní straně lodi je na arkádových pilířích kruchta s trojbokým čelem a plným parapetem. Z kněžiště je po stranách přístup do sakristie a přes portál s dvoukřídlými kovanými mřížemi do Černé kaple. Portál má ve světlíku kované rozviliny se znakem Rottalů uprostřed. Hlavní loď je s bočními loděmi propojena půlkruhovými oblouky na masivních pilířích. V bočních lodích je křížová klenba mezi pasy, které dosedají na pilastry s prostými římsovými hlavicemi. Klenbu kostela pokrývá malba s iluzivními rámy, květinovými girlandami, vázami a kartušemi s náboženskými motivy. V záklenku vítězného oblouku je vymalován erb pánů z Vrbna.  V bočních lodích se nachází původní barokní výmalba. V presbytáři jsou pod okny oratoře znázorněny iniciály donátorů kostela – hraběte Františka Antonína z Rottalu a jeho první manželky Marie Cecílie, znak rodu Rottalů je i nad vchodem do Černé kaple.

### Zařízení a výzdoba

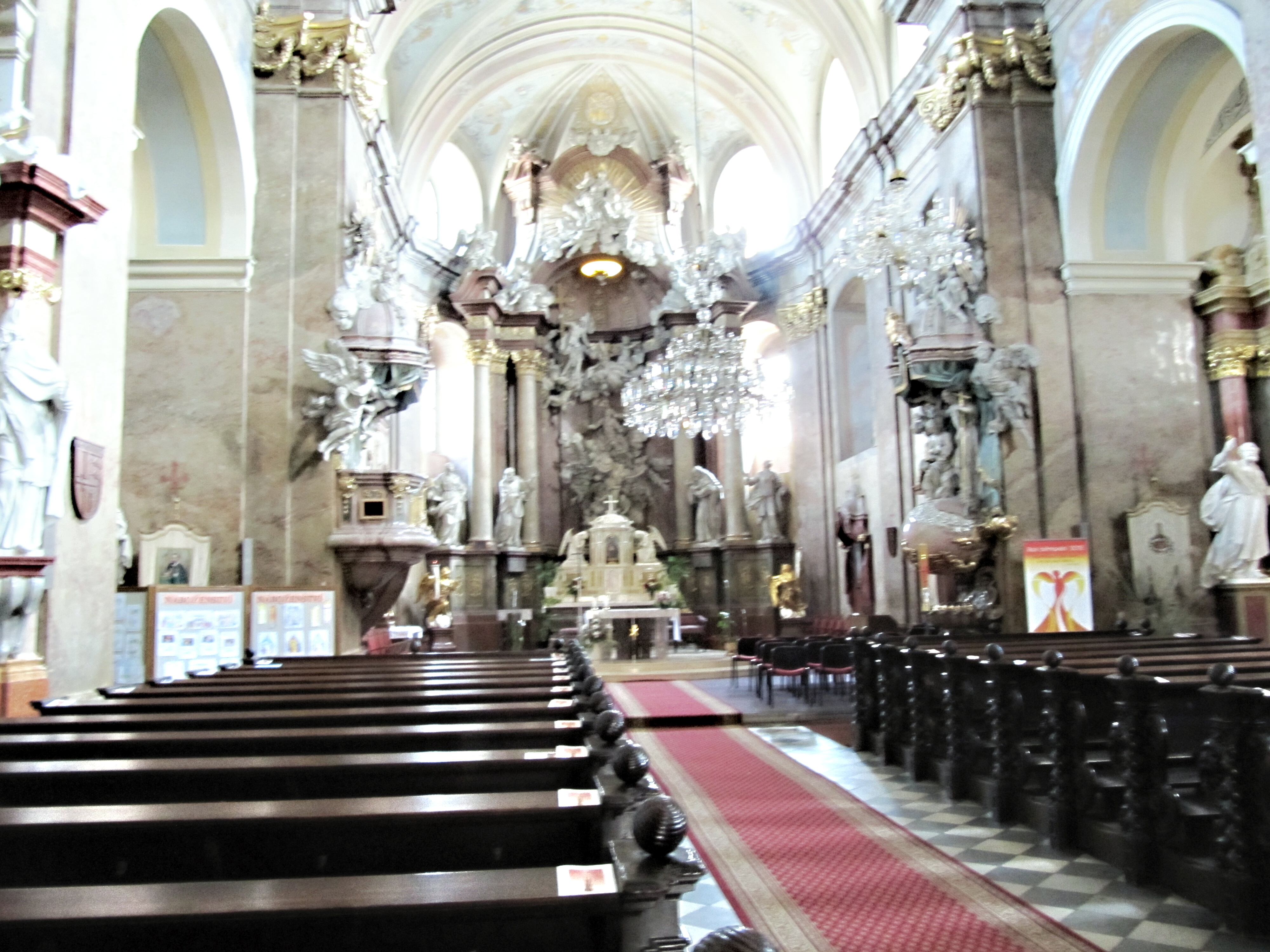
Interiér kostela (hlavní loď)

Hlavní oltář se sloupovým retabulem s volutovým nástavcem a kupolí zdobí štukové sochy od Jana Jiřího Schaubergera představující scénu nanebevzetí Panny Marie. Andělé odnášejí Pannu Marii na nebesa, kde na ni čeká Ježíš Kristus s křížem. V oblacích žehná Bůh otec obklopen andílky, v okně se vznáší Duch svatý v podobě holubice. Oltářní scéna je zakončena mariánským monogramem. U paty sloupů rámujících ústřední výjev jsou umístěny sochy světců v nadživotní velikosti – sv. Cecilie, Františka z Pauly s holí, Antonína Paduánského s malým Ježíškem a Kateřiny s knihou, které jsou dílem Ondřeje Zahnera. Před oltářním podstavcem pak samostatné postavy světlonošů s pochodní, dřevořezby od Ondřeje Zahnera. Obětní stůl a ambon pocházejí z počátku 21. století a vznikly podle návrhu arch. Tomáše Černouška.
Jan Jiří Schauberger je také autorem křtitelnice se sochami Jana Křtitele a Ježíše Krista na velké zeměkouli.  Pod baldachýnem se vznáší Duch svatý a nad ním sedí Bůh otec v oblacích, dílo Ondřeje Zahnera. Andílci zvedají mohutnou mramorovou nádobu s křestní vodou, uzavřenou tepaným víkem v podobě mušle.
V bočních lodích jsou čtyři dvojice zděných protějškových retabulových oltářů se sloupy vysunutými do prostoru a dva oltáře u čelních zdí završené volutovým nástavcem. Jsou zdobeny sochami Jana Jiřího Schaubergera a Ondřeje Zahnera.  V průčelí severní lodi je oltář s obrazem sv. Anny s Pannou Marií a dítětem z roku 1743. U paty sloupů sochy sv. Rozálie a Kolumbána. U boční zdi oltář sv. Jana Sarkandera s obrazem od Georga Kautznera z roku 1860 a sochami sv. Anny a sv. Barbory. V prosklené schránce vložené do velkého pozlaceného relikviáře na oltáři je uložena část Sarkandrových ostatků. V průčelí jižní lodi je oltář Růžencové Panny Marie, obraz namaloval Georg Kautzner v roce 1860. U paty sloupů sochy sv. Petra a Pavla.
Dřevěné lavice v hlavní lodi pocházejí z poloviny 18. století. Na čelech a bocích jsou zdobeny vřetenovými sloupky, květy a stuhami.
Barokní varhanní skříň na kruchtě je zdobena andělíčky s hudebními nástroji barokní kapely, dominuje socha krále Davida hrajícího na citeru. Na zdi za varhanami je velkoplošná iluzivní malba.
Pod konsekračními kříži visí znaky šesti obcí (Bořenovice, Jankovice, Martinice, Přílepy a v kněžišti znak farnosti a města Holešova) vyřezané z dubového dřeva. Zhotovilo je řezbářství Rustik v Chvalčově roku 2006. Obrazy křížové cesty v bočních lodích jsou z roku 1946.

### Černá kaple

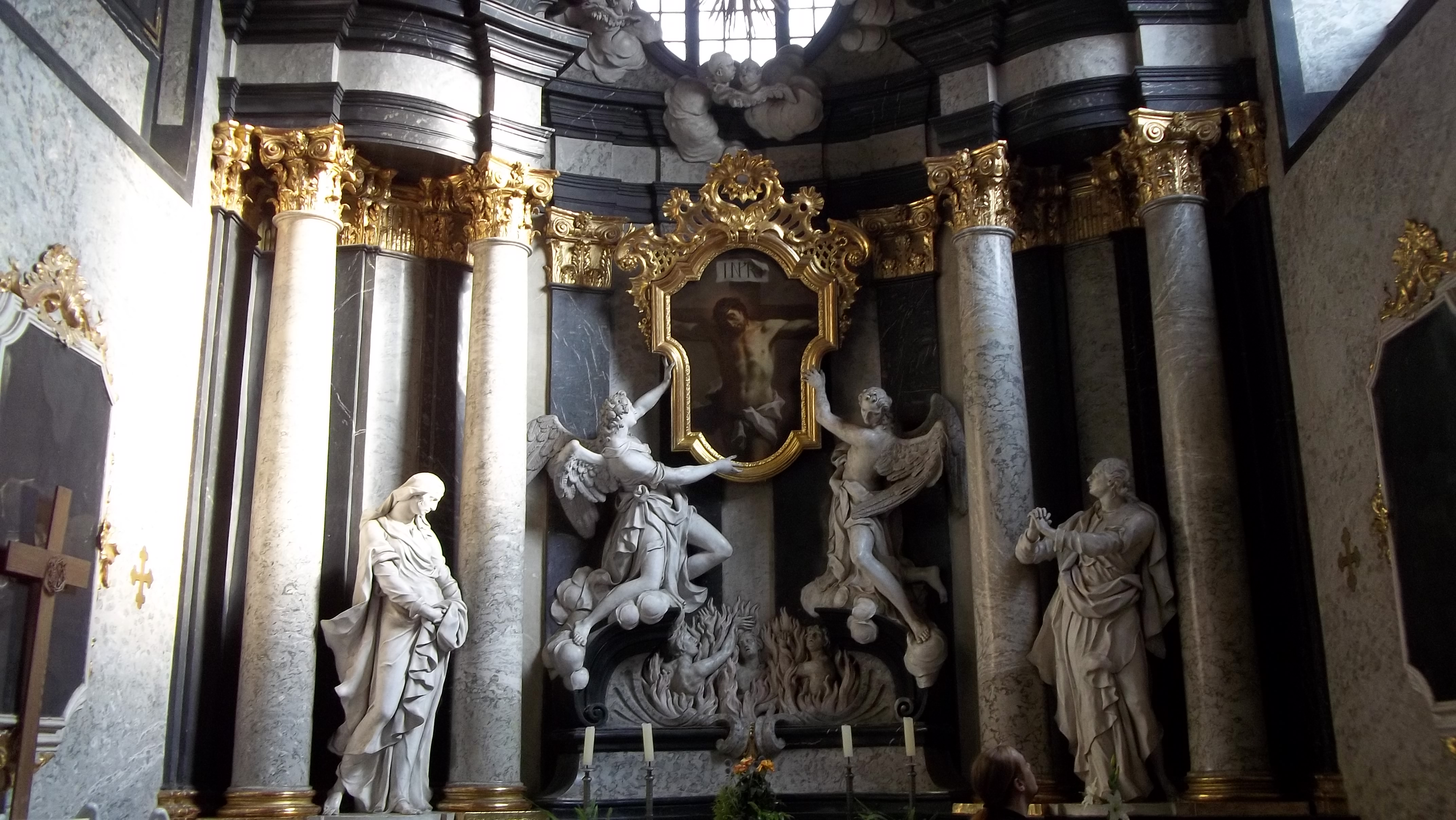
Očistcový oltář v Černé kapli

Kaple nese název podle převládající barvy, která je kombinací černého a šedého imitovaného mramoru na stěnách, od kterých se výrazně odráží bílý štuk soch a zlacené hlavice pilastrů. Autorem umělecky hodnotné sochařské výzdoby je Gottfried Fritsch. Kaple je obdélníkového půdorysu, zaklenutá dvěma poli pruské klenby.
V bočních nikách jsou na protilehlých stranách umístěny sochy F.A.Rottala a jeho první ženy Marie Cecilie v nadživotní velikosti. Pod nimi jsou latinské nápisy odkazující na místo posledního odpočinku.  

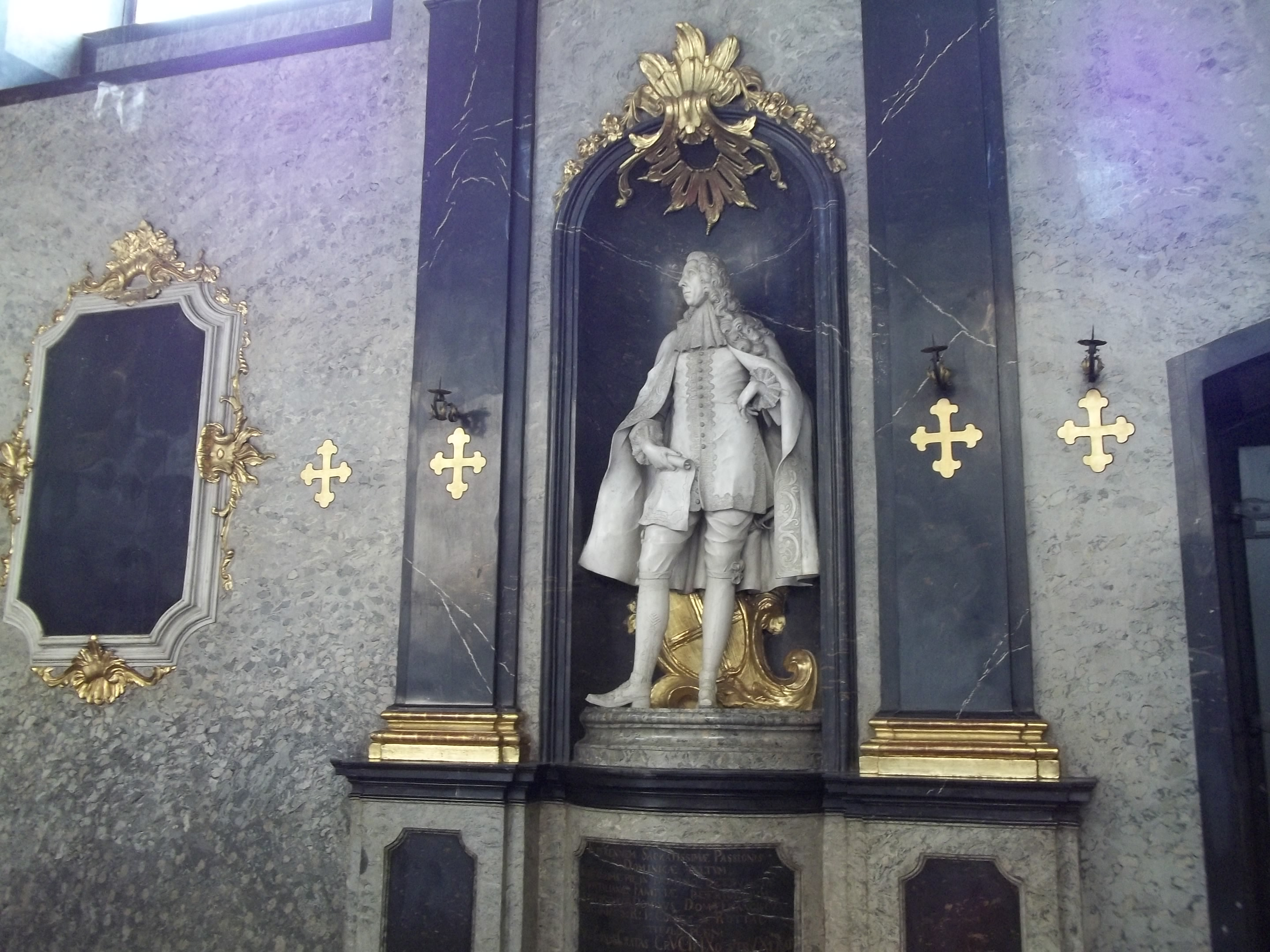
socha hraběte F. A. Rottala

Na levé straně od vstupu je umístěn hlavní oltář Ukřižovaného Spasitele, nazývaný též Očistcový oltář, se zděným sloupovým retabulem. Dva letící andělé drží obraz Ježíše na kříži v bohatě zdobeném zlaceném rámu křížového tvaru. Jedná se zřejmě o torzo většího obrazu severoitalské provenience z poloviny 18. století. Pod ním je reliéf se skupinou postav vzpínajících ruce, která symbolizuje duše prosící Krista o odpuštění. Plameny v očistci jsou znázorněny narůžovělou barvou štuku.  Mezi sloupy stojí velké sochy Panny Marie a sv. Jana Evangelisty. Ve volutovém nástavci je oválné okno lemované hlavičkami okřídlených andílků na obláčcích. Protější oltář představuje Ježíše při modlitbě v Getsemanské zahradě na hoře Olivové v předvečer Velkého pátku. Na bocích oltáře stojí sochy smutečních andělů. Nad oltářem je znak Rottalů a nad ním lebka s hraběcí korunkou. Na zdech jsou proti sobě umístěna velká černá zrcadla, která symbolizují pomíjivost života. Klenba je pokryta šedočernou ornamentální a figurální malbou.
Do kaple byla z hlavní lodi přemístěna skupina cechovních postavníků z konce 18. a počátku 19. století, které dříve byly připevněny na bocích lavic, v nichž sedávali příslušníci jednotlivých řemeslných cechů.
V kryptě pod kaplí jsou ve dvou místnostech rakve 12 příslušníků majitelů holešovského panství. Jako poslední zde byl pohřben Rudolf z Vrbna v roce 1936. 